# Akcja 1005

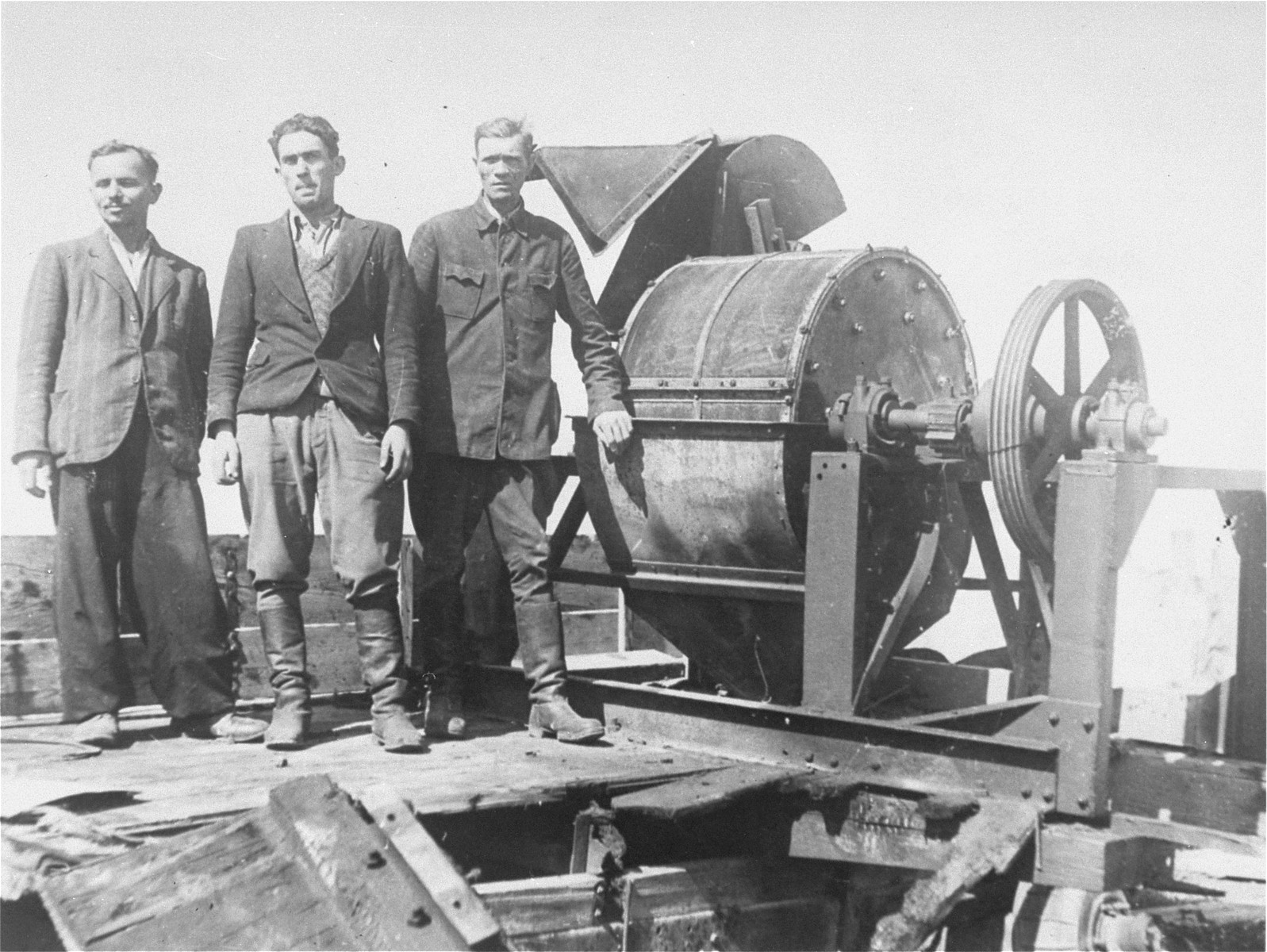
Członkowie Sonderkommando 1005 pozujący przy maszynie do mielenia kości w obozie janowskim we Lwowie (1944 rok)

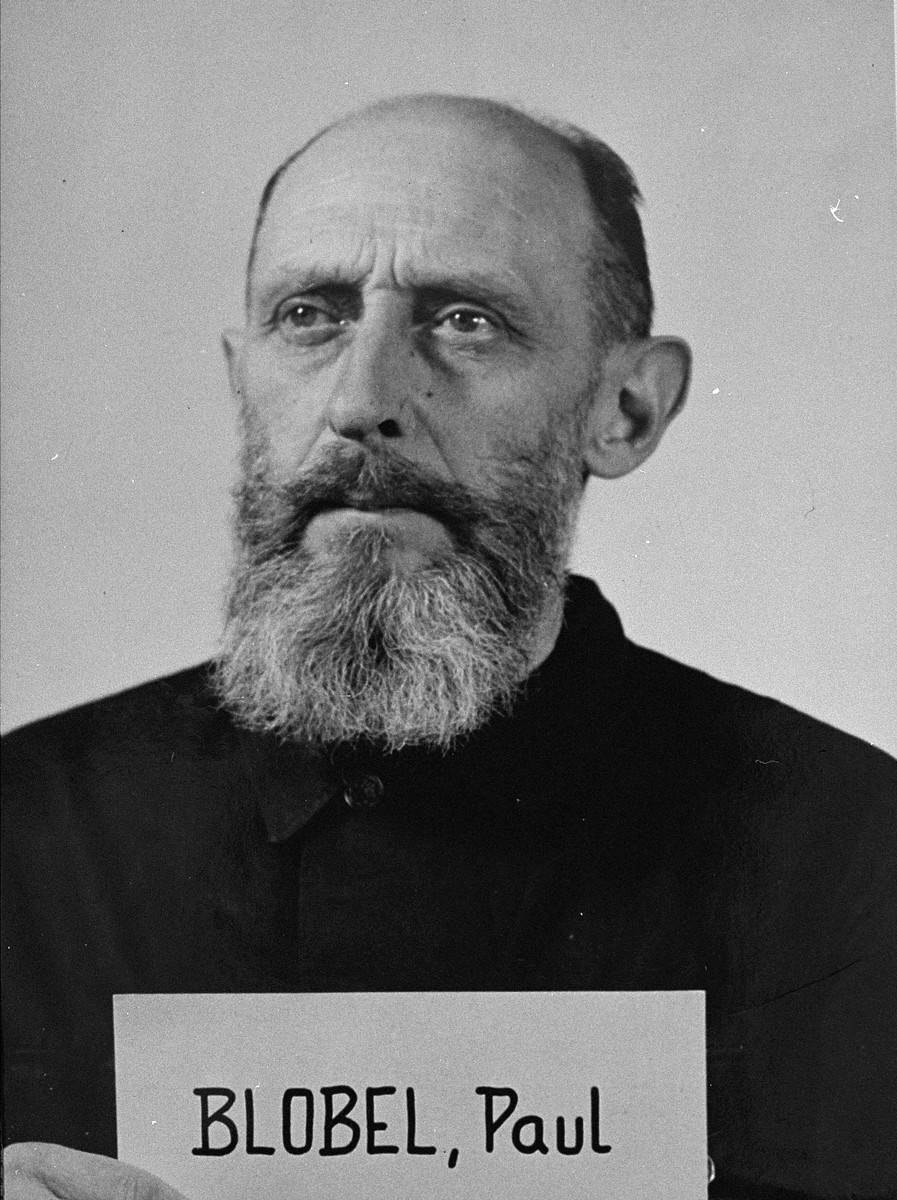
SS-Standartenführer Paul Blobel, dowódca akcji 1005

Akcja 1005 (Aktion 1005, Sonderkommando 1005) – nazwa niemieckiej akcji przeprowadzonej podczas II wojny światowej, w celu zatarcia zbrodni popełnionych przez nazistów we wschodniej i środkowo-wschodniej Europie. Została ona przeprowadzona przez ekshumację i spalenie tysięcy ciał ofiar polityki eksterminacyjnej III Rzeszy.

## Historia
Nazwa akcji pojawiła się po raz pierwszy w korespondencji między jej głównym nadzorcą Heinrichem Müllerem (szefem Gestapo) a Martinem Lutherem (urzędnikiem Ministerstwa Spraw Zagranicznych Rzeszy). Wszystkie jednostki biorące udział w akcji otrzymały nazwę Sonderkommando 1005.
Powody zaplanowania w początkach 1942 roku i przeprowadzenia akcji 1005 były następujące:
- alianci dowiedzieli się o niemieckich zbrodniach;
- Niemcy obawiali się reakcji przyszłych pokoleń na przeprowadzenie eksterminacji na tak ogromną skalę;
- powody zdrowotne: początkowo ofiary obozów zagłady i Einsatzgruppen zakopywano w masowych grobach. Jednak, jako że lato 1942 roku było niezwykle gorące, ciała zaczęły się rozkładać powodując straszliwy smród, zanieczyszczając wody gruntowe i przyciągając miliony much (miało to miejsce między innymi w Auschwitz-Birkenau).

Akcją kierował SS-Standartenführer Paul Blobel. Między 1942 a 1943 rokiem przeprowadzał on liczne eksperymenty związane z zacieraniem śladów zbrodni w obozach zagłady (między innymi w obozie Kulmhof). Wśród sposobów stosowanych przez Blobela znalazły się między innymi wielkie stosy złożone z układanych na przemian ciał i drewna, niszczenie ciał materiałami wybuchowymi oraz palenie ich na podkładach kolejowych. Następnie od czerwca 1943 do połowy 1944 roku oddziały Sonderkommando 1005 zacierały ślady zbrodni w Polsce, krajach bałtyckich i na okupowanym terytorium Związku Radzieckiego. Lokalne Sonderkommanda tworzono na obszarze od Estonii do Jugosławii.
W skład każdego Sonderkommando wchodzili członkowie SD, Policji Bezpieczeństwa (Sipo) lub Policji Porządkowej (Ordnungspolizei, w skrócie Orpo) oraz ponad 100 więźniów (najczęściej Żydów), którzy byli zmuszani do otwierania grobów, wydobywania ciał, poszukiwania wszelkich kosztowności, a następnie do palenia ciał (po przeprowadzeniu akcji więźniowie byli zabijani). Po zakończeniu akcji 1005, jej członkowie służyli w Karyntii, walcząc przeciw partyzantom jako Einsatzgruppe Iltis do końca wojny.
Unikatową relację kilkumiesięcznej działalności Sonderkommando 1005 zacierającego ślady zbrodni nazistowskich obozu janowskiego we Lwowie i okolicznych gett w Bóbrce, Brzuchowicach, Pustomytach i Jaworowie stanowi pamiętnik Leona Weliczkera – jednego z członków komanda, który potajemnie spisywał swoją relację na bieżąco (z racji funkcji rachmistrza zapisującego codzienną ilość spalonych trupów miał dostęp do papieru i ołówków). Po ucieczce z „brygady śmierci”, znalazł schronienie u polskich znajomych we Lwowie, gdzie doczekał wyzwolenia przez Armię Czerwoną. Po raz pierwszy jego relacja została opublikowana w języku polskim w 1946 roku nakładem Centralnej Żydowskiej Komisji Historycznej w opracowaniu Racheli Auerbach (później wznawiana, między innymi w 2010 i 2019 roku). Kilkanaście lat po wojnie, mieszkając już w Stanach Zjednoczonych, Weliczker opublikował swoje wspomnienia w języku niemieckim (1958), węgierskim (1959), francuskim (1962), angielskim (1963). W latach 60. XX wieku pojawiły się również przekłady w języku holenderskim i włoskim.

## Procesy
W latach 60. XX wieku odbyły się procesy członków akcji 1005.